# Lope Íñiguez

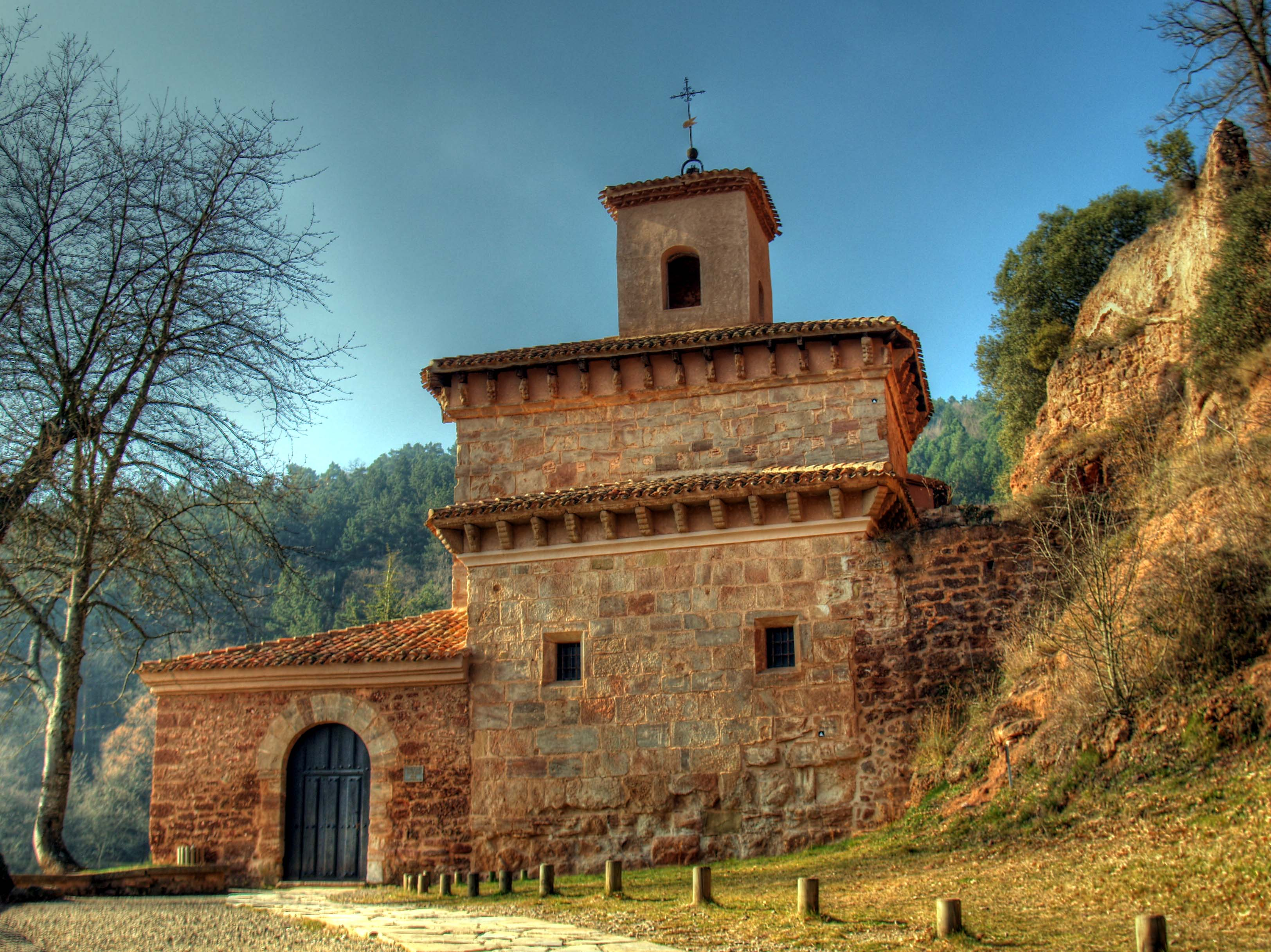
Monasterio de San Millán de Suso beneficiario de donaciones del conde Lope Íñiguez y donde fue enterrada su esposa Ticla.

Lope Íñiguez (c. 1050-1093) fue el segundo señor de Vizcaya, después de la muerte de su padre, Íñigo López, en 1076.

## Biografía
Como hijo primogénito de Íñigo López, sucedió a su padre como tenente y señor de Vizcaya. Antes de esa fecha, entre 1061 y 1067 ejerció los cargos palatinos de offertor, fertorarius, stabularius y tallator en la corte del rey Sancho Garcés IV de Pamplona. En 1063 figura en la documentación del monasterio de San Prudencio de Monte Laturce, confirmando como tenente en Nájera. Después aparece en numerosas ocasiones confirmando varios diplomas, entre ellos uno en 1074 en el monasterio de Valvanera, roborando una donación del rey Sancho Garcés IV, como tenente en Alberite. 
En 1076, el rey Sancho Garcés IV de Pamplona, llamado «el de Peñalén», fue asesinado por sus hermanos, y Sancho Ramírez de Aragón y el rey Alfonso VI de León y de Castilla se repartieron el reino del fallecido rey. Lope Íñiguez, junto con su padre, su suegro y otros magnates, juró fidelidad al rey Alfonso VI. Se hizo cargo de las tenencias de Álava (1081), Vizcaya y Guipúzcoa (1082), mientras que el gobierno de las tierras riojanas, incluyendo la plaza de Nájera, fue encomendado al conde García Ordóñez, yerno del rey Sancho el de Peñalén. Ya fallecido Lope Íñiguez y después de la muerte de García Ordóñez en la batalla de Uclés en 1108, Diego, el hijo primogénito del conde Lope Íñiguez, recuperó la importante tenencia de Nájera y de Grañón en 1109. Lope Íñiguez, también participó en 1085 en la conquista de Toledo.

## Matrimonio y descendencia
Contrajo matrimonio antes de 1069 con Ticlo Díaz, hija del importante magnate castellano Diego Álvarez de Oca. Una hermana de Ticlo, llamada Elvira, fue la esposa del conde Gonzalo Salvadórez, con quien Lope Íñiguez mantuvo una relación estrecha por los intereses que tenían en común así como el apoyo de ambos al rey castellano. Los hijos de este matrimonio fueron:
- Diego López, quien le sucedería en el señorío.[12] Se llamó igual que su abuelo materno, nombre que se perpetuó entre sus descendientes.[7]
- Sancho López, señor de Poza.[13][b]
- Toda López (m. diciembre de 1121),[15] esposa de Lope González,[12] hijo de Gonzalo Álvarez y Leguntia González, tenente en Estíbaliz[c] y en Buradón. Toda recibió sepultura en el monasterio de Santa María la Real de Nájera según consta en una donación hecha por su hija María a dicho monasterio.[16] Una hija de este matrimonio fue la esposa de un Fortún Sánchez.
- Sancha López[12]
- Teresa López. Contrajo dos matrimonios: uno con un Lope, teniendo un hijo llamado García López, y el otro con García Sánchez, que algunos genealogistas llaman «de Zurbano».[17][d]